# Övertorneå kommun
Övertorneå kommun er en svensk kommune i Norrbotten i Norrbottens län. Den ligger i Tornedalen nord for Haparanda kommun, sydøst for Pajala kommun og øst for Överkalix kommun.

## Større byer
- Aapua
- Juoksengi
- Hedenäset
- Övertorneå
- Svanstein

66°23′00″N 23°40′00″Ø / 66.383333333333°N 23.666666666667°Ø